# Wiesenbach (Brettach)
Der Wiesenbach ist ein auf seinem beständiger wasserführenden Unterlauf etwa 6 km langer Bach im Landkreis Schwäbisch Hall im nordöstlichen Baden-Württemberg, der beim Weiler Hilgartshausen der Gemeinde Rot am See von rechts und zuletzt Nordwesten in die Brettach mündet. Er hat ein auf langen Strecken bettloses Oberlauftal des Namens Augraben in seinem insbesondere im Norden stark verkarsteten oberflächlichen Einzugsgebiet, das weithin unterirdisch zum Tauber-Zufluss Schandtauber entwässert. Mitsamt der Trasse dieses abschnittsweise auch kurz als Bach oder Weggraben ausgebildeten Augrabens ist der Wiesenbach über 12 km lang.

## Geographie

### Verlauf
Der Augraben entsteht auf etwa 474 m ü. NHN wenig östlich der südöstlichen Siedlungsgruppe des Weilers Speckheim der Kleinstadt Schrozberg, auf die er entlang der L 1024 zufließt. Nach hundert Metern durchläuft er einen kleinen Teich, nach weniger als hundert weiteren Metern endet das Bett zwischen den Häusern. Etwa einen Viertelkilometer weiter westlich quert die Landesstraße eine von Norden nach Süden laufende flache Mulde, in der etwa zweihundert Meter weiter nördlich an der nordwestlichen Siedlungsgruppe des Dorfes der von Norden kommende Hofwiesengraben nach etwa einem Kilometer offenen Laufes in einer Doline versinkt. Die gewässerfreien Talmulden setzen sich als Augraben vereint ohne irgendeinen offenen Graben oder auch nur ein dauerhaftes Bett in der Talmulde südsüdwestwärts etwa entlang der L 1008 in Richtung auf das Schrozberger Dorf Schmalfelden fort. Dabei passiert der Augraben in diesem gewässerarmen Gebiet vor dem Dorf einen inzwischen aufgelassenen Steinbruch mit zwei großen offenen Wasserflächen in ehemaligen Abbaugruben, die offenbar so tief eingeschnitten sind, dass der Karstwasserleiter erreicht wird.
Vor und bei Schmalfelden laufen der Mulde von Westen her weitere Seitenmulden zu, die ein ähnliches Bild zeigen: Kurze Bachanfänge, die dann in einer Versinkungsdoline enden, der weitere Lauf ist unterirdisch und an der Oberfläche zeigt sich keinerlei Graben oder Bett mehr; nicht einmal der Zuschnitt der Felder beachtet gewöhnlich die Mittenlinie der nur flachen Talmulden.
Bei Schmalfelden wendet sich die Hauptmulde des Augrabens nach Südosten, sie passiert dabei in weniger als einem halben Kilometer den Blaufelder Weiler Naicha auf dem flachen rechten Hügelrücken. Östlich der Waldinsel Riegholz, in der eine große Zahl von Dolinen liegt, wendet sich die Talmulde nach Südwesten und nimmt von rechts eine weitere längere Trockentalmulde auf. Unmittelbar vor dem Dorf Wiesenbach der Gemeinde Blaufelden endet der Trockentalabschnitt des Augrabens dann im großen Hochwasserrückhaltebecken Wiesenbach, das bis über 500.000 m³ Wasser zurückhalten kann, aber außer bei ungewöhnlich wasserreichen Regenfällen trocken liegt. Im Becken beginnt auf etwa 458 m ü. NHN ein sich im Grundablass fortsetzender Graben, der nun Wiesenbach genannt wird, und dessen Bewuchs zumindest zeitweiligen Durchfluss anzeigt. Der Augraben oberhalb hat auf der Mittenlinie bis dorthin eine etwa 6,2 km lange Trasse mit einem mittleren Gefälle von nur etwa 2,6 ‰.
Der Wiesenbach hat einen bis zum Dorfkern offenbar begrabigten Graben, durchquert diesen dann verdolt unter einer Straße und zeigt sich erst am unteren Ortsrand wieder offen. Dort läuft von Nordwesten der als Graben ausgebildete Unterlaufabschnitt des Saalbachs von rechts zu, der zuvor in einer Doline verschwunden war. Seiten- wie Haupttal zeigen nun stärkere Eintiefung und das südwärts ziehende Wiesenbachtal legt sich nun sogar in kleine Talmäander. Teilweise stehen kleine Wäldchen am etwas steileren Hang oder Hecken ziehen sich diesem entlang. Kurz vor dem Blaufeldener Weiler Engelhardshausen quert die bisher auf den linken Hügeln laufende K 2523 den Bach, der den Ort in offenem Graben durchläuft und darin auf südöstliche Laufrichtung wechselt.
Unterhalb zieht er weiterhin grabenartig in etwas Abstand neben der Straße nach Hilgartshausen, zunächst mit fast kahlen Ufern. Er quert den schmalen Baumriegel eines Abschnitts der Rothenburger Landhege, dem entlang noch heute die Gemeindegrenze zu Rot am See verläuft. Jenseits begleitet er die beidseits von einer Baumgalerie gesäumte Straße als wenig auffälliger Seitengraben. Zuletzt unterquert er wenig abwärts von Hilgardthausen die im Brettachtal laufende L 1040 von Brettheim nach Rot am See und mündet dann gleich neben der Brücke der Zufahrt zur gegenüber stehenden Brettachmühle auf etwa 416 m ü. NHN von rechts in die obere Brettach.

### Einzugsgebiet
Der Wiesenbach hat ein oberflächlich 32,8 km² großes Einzugsgebiet, das wegen Karstversickerung vor allem, aber nicht nur im nördlichen Teil effektiv wohl sehr viel kleiner ist. Es liegt insgesamt im Unterraum Blaufelden-Gerabronner Ebene der Östlichen Hohenloher Ebene im Naturraum der Hohenloher und Haller Ebene und umfasst überwiegend Ackerland, in das aber etliche mehr oder weniger große Waldinseln eingestreut sind. Es ist im nördlichen Teil wenig profiliert, dort liegen an der westlichen Wasserscheide seine mit etwa 490–492 m ü. NHN größten Höhen. Anteil an ihm haben im Norden die Kleinstadt Schrozberg, im mittleren Teil die Gemeinde Blaufelden, im mündungsnahen Südosten die Gemeinde Rot am See. Es ist mit zwei Dörfern und einigen Weilern der drei Kommunen besiedelt, der größte Ort ist das Blaufeldener Dorf Wiesenbach am Beginn des beständiger wasserführenden Unterlaufs.
Insgesamt liegen im Einzugsgebiet der Weiler Speckheim im Obertal, der Weiler Großbärenweiler nahe der östlichen Wasserscheide, das Dorf Schmalfelden in der Trockentalmulde, und der Weiler Lindlein steht auf der westlichen Wasserscheide, alle Orte der Stadt Schrozberg. Von der Gemeinde Blaufelden steht der Weiler Naicha westlich über der Trockentalmulde, der Weiler Saalbach in der Mitte einer westlichen Seitentalmulde, das Dorf Wiesenbach um den einsetzenden Lauf des Wiesenbachs, der Wohnplatz Stemmerhof und der Weiler Emmertsbühl zwischen der Talmulde des Wiesenbachs und der westlichen Wasserscheide sowie der Weiler Engelhardshausen am Unterlaufknick des Wiesenbachs. Der einzige Ort der Gemeinde Rot am See ist der Weiler Herbertshausen linksseits des untersten Laufes dicht an der Wasserscheide.
Reihum grenzen die Einzugsgebiete der folgenden Nachbargewässer an:
- Im Nordnordwesten grenzt das oberste Einzugsgebiet des Vorbachs an, der in Weikersheim der Tauber zufließt;
- im Nordnordosten grenzt das oberste Einzugsgebiet des Vorbach-Zuflusses Reutalbach an;
- im Osten entwässern alle teils weit entfernt beginnenden Bäche im nördlichen Bereich zur Schandtauber, einem höheren Zufluss der Tauber, im südlichen zur Brettach vor dem Zufluss des Wiesenbachs selbst;
- im Süden laufen vergleichsweise unbedeutende Bäche nunmehr unterhalb des Wiesenbachs zur Brettach;
- jenseits der westlichen Wasserscheide konkurriert der Blaubach, ein noch tieferer großer Zufluss der Brettach, in ihrem nördlichen Abschnitt über seinen großen linken Zufluss Strutbach.

### Zuflüsse und Seen
Liste der Zuflüsse und  Seen von der Quelle zur Mündung. Gewässerlänge, Seefläche, Einzugsgebiet und Höhe nach den entsprechenden Layern auf der Onlinekarte der LUBW. Andere Quellen für die Angaben sind vermerkt.
Außer den hier genannten gibt es bis weit in dessen Süden noch weitere kurze, unbeständige und oft in Dolinen versinkende Fließgewässer im oberflächlichen Einzugsgebiet.
Ursprung des Augrabens auf etwa 474 m ü. NHN etwas östlich von Schrozberg-Speckheim. Dieser Augraben-Strang beginnt wenig östlich von Speckheim als unbeständig Wasser führender kurzer Graben, der auf den Weiler zuläuft.
- Durchfließt nach rund hundert Metern auf etwa 473 m ü. NHN vor dem Weilerrand einen Teich, 0,2 ha.
Der offene Lauf des Augrabens endet weniger als 0,1 km unterhalb des Teiches im Dorf.
- Hofwiesengraben, von rechts und Norden auf unter 471 m ü. NHN an der L 1022 Speckheim–Schrozberg, 1,2 km, wovon die letzten 0,2 km ab einer baumumrundeten Senke beim Haus Nr. 15 von Speckheim bettlos sind, sowie ca. 1,9 km².[LUBW 5] Entsteht auf etwa 476 m ü. NHN nördlich von Speckheim am Austritt des Sträßchens von Schrozberg-Bovenzenweiler her aus dem Wald  Geistholz. Durchfluss unbeständig.
Ab diesem ersten „Zufluss“ zieht die Augrabenmulde in südliche Richtungen.
Die zuletzt unterirdisches Trasse des Auengrabens bis zu diesem Zufluss ist dort erst 0,4 km lang und hat nur ein ca. 0,9 km²[LUBW 5] großes Teileinzugsgebiet. 
  - Lochwiesengraben, von rechts und Westen auf etwa 474 m ü. NHN wenig vor Speckheim, 0,7 km und ca. 0,4 km².[LUBW 5] Durchfluss unbeständig. Entsteht auf etwa 479 m ü. NHN in einer Wiesenbucht im Wald Schorren.
- Ringertsweiler Graben, von rechts und Nordwesten auf etwa 470 m ü. NHN südlich von Speckheim, 2,1 km[LUBW 2][LUBW 6], wovon die letzten 0,9 km[LUBW 6] von einer Versinkungsdoline auf etwa  471 m ü. NHN neben der L 1022 und gegenüber der Waldinsel Paradies an bettlos sind, sowie ca. 2,4 km².[LUBW 5] Entsteht auf etwa 481 m ü. NHN östlich von Schrozberg am südlichen Waldvorsprung Speckheimer Wasen. Durchfluss unbeständig.
  -  Westlich des Ursprungs liegen dicht innerhalb der Wasserscheide auf etwa 486 m ü. NHN zwei nur durch einen Wegdamm getrennte, verlandende Restteiche in einer ehemaligen Tongrube, zusammen 0,8 ha.
  -  Nördlich des Ursprungs liegen auf etwa 484 m ü. NHN zwei angelegte Waldweiher im Schorrenwald, zusammen wenig über 0,1 ha.
- Hachtelbach, von rechts und Westsüdwesten auf etwa 472 m ü. NHN am Nordrand des Nonnenwaldes etwas vor der Versinkungsdoline, 1,2 km und ca. 0,6 km².[LUBW 5] Entsteht auf knapp 485 m ü. NHN im westlichen Nonnenwald. Lange Seitengraben eines Grasweges, Durchfluss unbeständig.
- Passiert auf unter 470 m ü. NHN den ferneren der beiden Teiche im nördlich von Schmalfelden links der Talweglinie liegenden ehemaligen Steinbruch, ca. 2,5 ha.[LUBW 7]
- Passiert im nördlich von Schmalfelden links der Talweglinie liegenden ehemaligen Steinbruch den näheren auf 456 m ü. NHN[LUBW 8] liegenden Teich, 1,4 ha.
- Nonnenwiesengraben, von rechts und Westen auf unter 470 m ü. NHN etwa gegenüber dem letzten Teich, 2,1 km[LUBW 2][LUBW 6], wovon die letzten 0,4 km[LUBW 6] von einer Versinkungsdoline auf unter 470 m ü. NHN vor dem Südostrand des Nonnenwaldes an bettlos sind, sowie ca. 2,4 km².[LUBW 5] Entsteht auf etwa 477 m ü. NHN am Westrand des Waldgewanns Nonnenwiesen. Durchfluss unbeständig.
  - Mittelholzgraben, von links und Westnordwesten auf knapp 470 m ü. NHN zwischen der Westspitze des Mittelholzes und der Versinkungsdoline, 1,6 km ca. 0,9 km².[LUBW 5] Entsteht auf etwa 481 m ü. NHN am Nordwestrand des Mittelholzes und läuft durch die schnalle Wiesenaue des Langen Grundes zwischen Nonnenwald im Norden und Mittelholz im Süden. Durchfluss unbeständig.
- (Bach in den Streitwiesen), von links und Westsüdwesten auf etwa 469 m ü. NHN gegenüber von Schrozberg-Schmalfelden, ca. 0,9 km[LUBW 9], wovon die letzten ca. 0,4 km[LUBW 9] von einer Versinkungsdoline auf etwa 470 m ü. NHN am Nordrand des Waldes Gereut an bettlos sind, und ca. 1,5 km².[LUBW 5] Entsteht auf etwa 474 m ü. NHN zwischen Schrozberg-Lindlein und dem Rötelholz. Durchfluss unbeständig.
Von diesem „Zufluss“ an zieht die Tiefenlinie des Augrabens südostwärts bis zu einer Südwestkehre kurz vor dem folgenden.
- Steinbachgraben, von rechts und Nordwesten auf etwa 462 m ü. NHN wenig südöstlich der Waldinsel Riegholz im Feldgewann Au nordnordöstlich von Blaufelden-Wiesenbach, 2,4 km[LUBW 2][LUBW 6], wovon die letzten ca. 1,3 km[LUBW 6] von einer Versinkungsdoline auf etwa 472 m ü. NHN am Ostrand des Waldes Großbirken an bettlos sind, und ca. 2,2 km².[LUBW 5] Entsteht auf etwa 484 m ü. NHN tief in der Flurbucht Steinbachwiesen zwischen den Wäldern Rötelholz im Norden und Großbirken im Süden. Durchfluss unbeständig.
- Brunnquellgraben, von rechts und Westsüdwesten auf etwa 467 m ü. NHN zwischen den Waldinseln Schmalfelder Loh im Süden und Riegholz im Nordosten, ca. 0,8 km[LUBW 2][LUBW 9], wovon die letzten ca. 0,3 km[LUBW 9] von einer Versinkungsdoline auf knapp 470 m ü. NHN gleich nach dem Teich im Lauf an bettlos sind, und ca. 0,5 km².[LUBW 5] Entsteht bettlos auf etwa 480 m ü. NHN an der K 2532 Lindlein–Wiesenbach, in offenem Lauf erst kurz vor dem Teich. Durchfluss unbeständig.
  -  Speist auf etwa 470 m ü. NHN einen Teich zwischen den Waldinseln Kleine Birken im Nordwesten und Schmalfelder Loh im Südosten, weniger als 0,2 ha.

Beginn des beständigeren Unterlaufs Wiesenbach auf etwa 458 m ü. NHN kurz vor Blaufelden-Wiesenbach am Beginn des Grundablaufs im Hochwasserrückhaltebecken Wiesenbach.
- Hochwasserrückhaltebecken Wiesenbach, 1975 erbautes Rückhaltebecken des Wasserverbands Brettach mit 7,5 m hohem und etwa 0,2 km[LUBW 9] langem Erddamm, das bis zu 530.000 m³ Hochwasser zurückhalten kann und ungesteuert wieder ablässt.[LUBW 10] Ohne Dauereinstau.
- Saalbach[LUBW 11], von rechts und Nordwesten auf etwa 457 m ü. NHN am unteren Ortsende von Wiesenbach vor der Kläranlage, 2,7 km Gesamttrassenlänge, davon nur etwa 0,9 km[LUBW 9] offener Oberlauf bis zu einer Versinkungsdoline im Gewann Strut nordwestlich von Saalbach, dann lange bettlos insbesondere auch durch Saalbach und erst auf den letzten etwas über 0,4 km[LUBW 9] vor der Mündung wieder offener Grabenlauf sowie ca. 2,7 km².[LUBW 5] Entsteht auf etwa 482 m ü. NHN zwischen Schrozberg-Lindlein und Blaufelden-Saalbach im Gewann Saalbach kurz vor dem folgenden Teich.
  -  Durchfließt auf über 480 m ü. NHN einen Teich gleich nach dem Ursprung, 0,2 ha.
  -  Passiert einen Teich rechts des Laufes im Gewann Aspenwiesen auf etwa 473 m ü. NHN westlich der Versinkungsdoline, über 0,1 ha.
- Passiert einen Teich auf etwa 437 m ü. NHN links direkt am Lauf kurz vor Blaufelden-Engelhardshausen, über 0,1 ha.
- Räpplesbach, von links und Nordwesten auf etwa 427 m ü. NHN zwischen Engelhardshausen und Rot am See-Hilgartshausen kurz nach einem durchflossenen Waldriegel der Rothenburger Landhege, 1,4 km und ca. 1,3 km².[LUBW 5] Entsteht auf etwa 455 m ü. NHN nordöstlich von Engelhardshausen im Gewann Räpplesbach auf der anderen Seite der Landhege.

Mündung des Wiesenbachs von rechts und zuletzt Nordwesten auf etwa 416 m ü. NHN gegenüber der Brettachmühle bei Hilgartshausen von rechts und Nordwesten in die Brettach. Der Wiesenbach ist ab dem Beginn des beständigeren Unterlaufs im Hochwasserrückhaltebecken Wiesenbach 6,3 km, mitsamt dem Gesamtweg der auch lange bettlose Abschnitte umfassenden Trasse ab der Quelle des Augrabens bei Speckheim 12,4 km und auf dem längsten abschnittsweise trockenen Strang ab der Quelle des Hachtelgrabens 13,9 km lang, er hat oberirdisch ein 32,8 km² großes Einzugsgebiet.

## Geologie
Das Einzugsgebiet ist überwiegend vom Lettenkeuper (Erfurt-Formation) bedeckt. Schon vor Schmalfelden liegt wenig unter diesem der Obere Muschelkalk, der bald nach dem Weiler auch an einer Talflanke ausstreicht und weiter abwärts wieder etwas vor Wiesenbach. Nach diesem Ort und etwa bis Engelhardshausen steht breit um die Talmulde der Obere Muschelkalk an, danach taucht er wieder ab. An der rechten Wasserscheide des letzten Laufstücks nach Südosten unterhalb von Engelhardshausen überragt ein Hügelrücken aus Gipskeuper (Grabfeld-Formation) den sonst dort anstehenden Lettenkeuper und auch südwestlich von Schmalfelden ragt das Rötelholz an der Wasserscheide bis in den Gipskeuper.
Vereinzelt gibt es Inseln aus Lösssediment an den Talmuldenrändern. Auf großer Fläche vor allem im Bereich des mittleren Einzugsgebietes liegen Hohenloher Feuersteinschotter.
Diese Feuersteinschotter sind Überreste einer Bedeckung der Landschaft mit höheren Keuperschichten als heute dort noch vorhanden. Nachweise dieses weit nach Süden in den Bereich der Goldshöfer Sande vor dem Albeintritt der Urbrenz verfrachteten Gesteins zeigen, dass noch in geologisch jüngerer Zeit die Entwässerung des heutigen Wiesenbach-Einzugsgebietes zur Donau hin erfolgte. Heute ist der Stufenrand des höheren Mittelkeupers im Osten über 10 und im Süden über 20 Kilometer entfernt, die oberirdischen Entwässerung erfolgt über die Brettach zu Jagst und dann Neckar und die dominante unterirdische überwiegend zu Tauber und dann Main.
Im stark verkarsteten Einzugsgebiet gibt es zahlreichen Dolinen, von denen fast zwei Dutzend als Geotope ausgewiesen sind, oft mit zulaufenden Bächen, deren Wasser darin verschwindet. Im inzwischen aufgelassenen Steinbruch nördlich von Schmalfelden wurde unterm Lettenkeuper der Obere Muschelkalk im Bereich der Aufwölbung des sogenannten Schrozberger Sattels abgebaut. Dessen oberste zehn Meter zeigten sich stark verkarstet. Beim Abbau wurden Höhlenteile des Fuchslabyrinths angeschnitten, eines der drei längsten Karsthöhlensysteme Deutschlands mit Verbindung zur Schandtauberhöhle.

## Natur und Schutzgebiete
Von den zahlreichen Dolinen im Einzugsgebiet sind etliche als Naturdenkmale geschützt. Der Talabschnitt zwischen dem Dorf Wiesenbach und dem Weiler Engelhardshausen von Blaufelden ist unter dem Namen Wiesenbachtal als Landschaftsschutzgebiet ausgewiesen, desgleichen die Rothenburger Landhege, von der einige Abschnitte, am auffälligsten der vom Unterlauf durchquerte Baumriegel, im Einzugsgebiet liegen.

## Tourismus
Der Frankenweg (Hauptwanderweg 8) des Schwäbischen Albvereins auf seinem Abschnitt von Rothenburg ob der Tauber nach Schrozberg führt durch das Waldgebiet am Nordrand des Einzugsgebietes. Ein Blau-Punkt-Weg desselben Wandervereins von Schrozberg nach Rot am See tritt noch nahe bei Schrozberg ins Einzugsgebiet ein, führt darin an Lindlein und Naicha vorbei nach Wiesenbach, wo er den Lauf quert. Von dort an folgt er der Trasse der Rothenburger Landhege und quert somit den Bach nochmals am Unterlauf.

### LUBW
Amtliche Online-Gewässerkarte mit passendem Ausschnitt und den hier benutzten Layern: Lauf und (oberirdisches) Einzugsgebiet des Wiesenbachs

Allgemeiner Einstieg ohne Voreinstellungen und Layer: Daten- und Kartendienst der Landesanstalt für Umwelt Baden-Württemberg (LUBW) (Hinweise)
1. 1 2 3 4 5  Höhe nach dem Höhenlinienbild auf dem Hintergrundlayer Topographische Karte.
2. 1 2 3 4 5 6 7  Länge nach dem Layer Gewässernetz (AWGN).
3. 1 2 3  Einzugsgebiet nach dem Layer Basiseinzugsgebiet (AWGN).
4. ↑  Seefläche nach dem Layer Stehende Gewässer.
5. 1 2 3 4 5 6 7 8 9 10 11 12  Einzugsgebiet abgemessen auf dem Hintergrundlayer Topographische Karte.
6. 1 2 3 4 5 6  Länge nach dem Layer Gewässername.
7. ↑  Seefläche abgemessen auf dem Hintergrundlayer Topographische Karte.
8. ↑  Höhe nach blauer Beschriftung auf dem Hintergrundlayer Topographische Karte.
9. 1 2 3 4 5 6 7  Länge abgemessen auf dem Hintergrundlayer Topographische Karte.
10. ↑  Daten des Hochwasserrückhaltebeckens nach dem Layer Stauanlage.
11. ↑  Name Saalbach erschlossen aus dem Ursprungsgewann gleichen Namens nach dem Layer Liegenschaft und Gewässer sowie dem in der Talmulde liegenden Weiler des Namens Saalbach.
12. ↑  Geotope nach dem einschlägigen Layer.
13. ↑  Schutzgebiete nach den einschlägigen Layern, Natur teilweise nach dem Layer Geschützte Biotope.

### Andere Belege
1. 1 2  In
  - Hans Mattern: Das Jagsttal von Crailsheim bis Dörzbach. Baier BPB Verlag, Crailsheim 1995, ISBN 3-929233-04-5.

schreibt der Autor: „Wie die Untersuchungen Zanders sowie des Wasserwirtschaftsamtes Hall ergeben haben, hat sich das Einzugsgebiet der zur Tauber fließenden Schandtauber unterirdisch über die orographischen Grenzen hinaus in den Bereich des oberirdisch der Brettach tributären oberen Wiesenbaches vorgearbeitet. So verliert die Brettach nach Zander von ihrem insgesamt 180,5 km² großen Einzugsgebiet im Oberlauf 41 km², von denen der Löwenanteil auf den Weidenbach fällt, die Jagst zwischen Crailsheim und Elpershofen 46 km² ihres oberirdischen Flußbereichs, bei stärkerer Wasserführung allerdings nicht vollständig.“

Anmerkung: Elpershofen ist der Mündungsort der Brettach.

Der Bezug auf Zander meint:
  - J. Zander: Hydrogeologische Untersuchungen im Muschelkalk-Karst von Nord-Württemberg (östliche Hohenloher Ebene), Arbeiten des Instituts für Geologie und Paläontologie der Universität Stuttgart N. F. 70, S. 87–182, 1973
2. ↑  Abfluss-BW: Modellierte Abflusswerte an der Mündung
3. ↑  Wolf-Dieter Sick: Geographische Landesaufnahme: Die naturräumlichen Einheiten auf Blatt 162 Rothenburg o. d. Tauber. Bundesanstalt für Landeskunde, Bad Godesberg 1962. → Online-Karte (PDF; 4,7 MB)
4. ↑  Geologie nach den Layern zu Geologische Karte 1:50.000 auf: Mapserver des Landesamtes für Geologie, Rohstoffe und Bergbau (LGRB) (Hinweise)